# Oreomunnea pterocarpa
Oreomunnea pterocarpa är en valnötsväxtart som beskrevs av Oerst.. Oreomunnea pterocarpa ingår i släktet Oreomunnea och familjen valnötsväxter. Inga underarter finns listade i Catalogue of Life.